# Jocelyn McCauley
Jocelyn McCauley (* 16. Mai 1988 in Bryan (Texas) als Jocelyn Gardner) ist eine US-amerikanische Triathletin und vierfache Ironman-Siegerin (2016, 2017, 2019, 2022). Sie wird in der Bestenliste US-amerikanischer Triathletinnen auf der Ironman-Distanz geführt.

## Werdegang
Jocelyn McCauley ist seit Juni 2007 mit Scott McCauley verheiratet und die beiden leben in Cincinnati. Auch ihre Schwester Meredith Gardner war als Triathletin aktiv. Jocelyn ging erstmals 2012 im Triathlon an den Start. 2013 kam ihre Tochter  zur Welt.
Im Mai 2014 startet sie erstmals auf der Ironman-Distanz (3,86 km Schwimmen, 180,2 km Radfahren und 42,195 km Laufen): Als zweitschnellste Amateurin und Siegerin der Altersklasse beim Ironman Texas qualifizierte sie sich für die Ironman World Championships, wo sie im Oktober auf Hawaii nach 9:50:39 h das Rennen als schnellste Amateurin beenden konnte.

### Profi-Triathletin seit 2014
Seit 2014 startet sie als Profi-Triathletin. Jocelyn McCauley konnte im September 2016 den Ironman Mallorca gewinnen.
Seit 2017 startet sie bei Chris McDonald im Team Big Sexy Racing (BSR). Im März 2017 konnte sie den Ironman New Zealand gewinnen und beim Ironman Hawaii (Ironman World Championships) belegte die damals 29-Jährige im Oktober den zehnten Platz.

### Schnellste US-Amerikanerin auf der Ironman-Distanz 2019
Im April 2019 wurde sie Zweite beim Ironman Texas und stellte mit ihrer Siegerzeit von 8:39:41 h die schnellste Zeit einer US-amerikanischen Athletin auf der Ironman-Distanz auf.
Jocelyn McCauley startet im August 2021 für das im Collins Cup der Professional Triathletes Organisation zusammengestellte Team USA – zusammen mit Jackie Hering, Skye Moench, Chelsea Sodaro, Katie Zaferes, Taylor Knibb, Sam Long, Rodolphe Von Berg, Matt Hanson, Ben Kanute, Justin Metzler und Andrew Starykowicz.
Mit dem Ironman Texas gewann die damals 33-Jährige im April 2022 ihr viertes Ironman-Rennen.

## Sportliche Erfolge
| Datum/Jahr    | Rang | Wettbewerb              | Austragungsort | Zeit     | Bemerkung                                        |
| ------------- | ---- | ----------------------- | -------------- | -------- | ------------------------------------------------ |
| 10. Mai 2025  | 8    | Ironman 70.3 St. George | St. George     | 04:23:42 | US-Championships                                 |
| 14. Apr. 2024 | 13   | T100 Singapore          | Singapur       | 04:03:51 | 2 km Schwimmen, 80 km Radfahren und 18 km Laufen |
| 28. Aug. 2021 | 2    | PTO Collins Cup         | Šamorín        | 03:40:59 | im Team USA                                      |
| 25. Aug. 2018 | 2    | Ironman 70.3 Vichy      | Vichy          | 04:15:16 |                                                  |
| 9. Dez. 2017  | 2    | Ironman 70.3 Taupo      | Lake Taupō     | 04:01:01 |                                                  |
| 26. Aug. 2017 | 1    | Ironman 70.3 Vichy      | Vichy          | 04:18:21 |                                                  |
| 12. Juli 2014 | 11   | Ironman 70.3 Muncie     | Muncie         | 04:44:16 |                                                  |

| Datum/Jahr    | Rang | Wettbewerb          | Austragungsort | Zeit     | Bemerkung |
| ------------- | ---- | ------------------- | -------------- | -------- | --- |
| 2. März 2024  | 3    | Ironman New Zealand | Taupō          | 08:58:22 | [ 7 ] |
| 22. Apr. 2023 | 3    | Ironman Texas       | The Woodlands  | 08:45:45 | |
| 23. Apr. 2022 | 1    | Ironman Texas       | The Woodlands  | 08:58:13 | |
| 6. Nov. 2021  | 4    | Ironman Florida     | Panama City    | 09:10:01 | |
| 14. Aug. 2021 | 2    | Ironman Finland     | Kuopio         | 08:59:26 | Zweite bei der Erstaustragung                                                                                      |
| 27. Apr. 2019 | 2    | Ironman Texas       | The Woodlands  | 08:39:41 | persönliche Bestzeit auf der Ironman-Distanz und schnellste Zeit einer US-amerikanischen Athletin                  |
| 2. März 2019  | 1    | Ironman New Zealand | Taupō          | 08:53:10 | |
| 17. Nov. 2018 | DNF  | Ironman Malaysia    | Langkawi       | –        | |
| 14. Okt. 2017 | 10   | Ironman Hawaii      | Hawaii         | 09:21:08 | |
| 4. März 2017  | 1    | Ironman New Zealand | Taupō          | 09:09:47 | [ 8 ] |
| 24. Sep. 2016 | 1    | Ironman Mallorca    | Alcúdia        | 09:11:55 | erster Ironman-Sieg                                                                                                |
| 14. Mai 2016  | 11   | Ironman Texas       | The Woodlands  | 08:47:09 | Austragung auf verkürztem Radkurs (94 statt 112 Meilen)                                                            |
| 4. März 2015  | 5    | Ironman New Zealand | Taupō          | 09:50:01 | |
| 11. Okt. 2014 | 25   | Ironman Hawaii      | Hawaii         | 09:50:39 | als schnellste Amateurin                                                                                           |
| 17. Mai 2014  | 15   | Ironman Texas       | The Woodlands  | 09:51:44 | zweitschnellste Amateurin und Siegerin der Altersklasse und damit qualifiziert für die Ironman World Championships |

(DNF – Did Not Finish)